# Real Recinto de Omoa
El Recinto Real de Omoa o Real Recinto de Omoa fue un muelle fortificado del virreinato de Nueva España que funcionó como fortaleza a mediados del siglo XVII en la Bahía de Omoa, en la Capitanía General de Guatemala, y que luego pasó a ser la Intendencia de Comayagua, hoy en día Honduras. Se encuentra en ruinas. 

## Historia

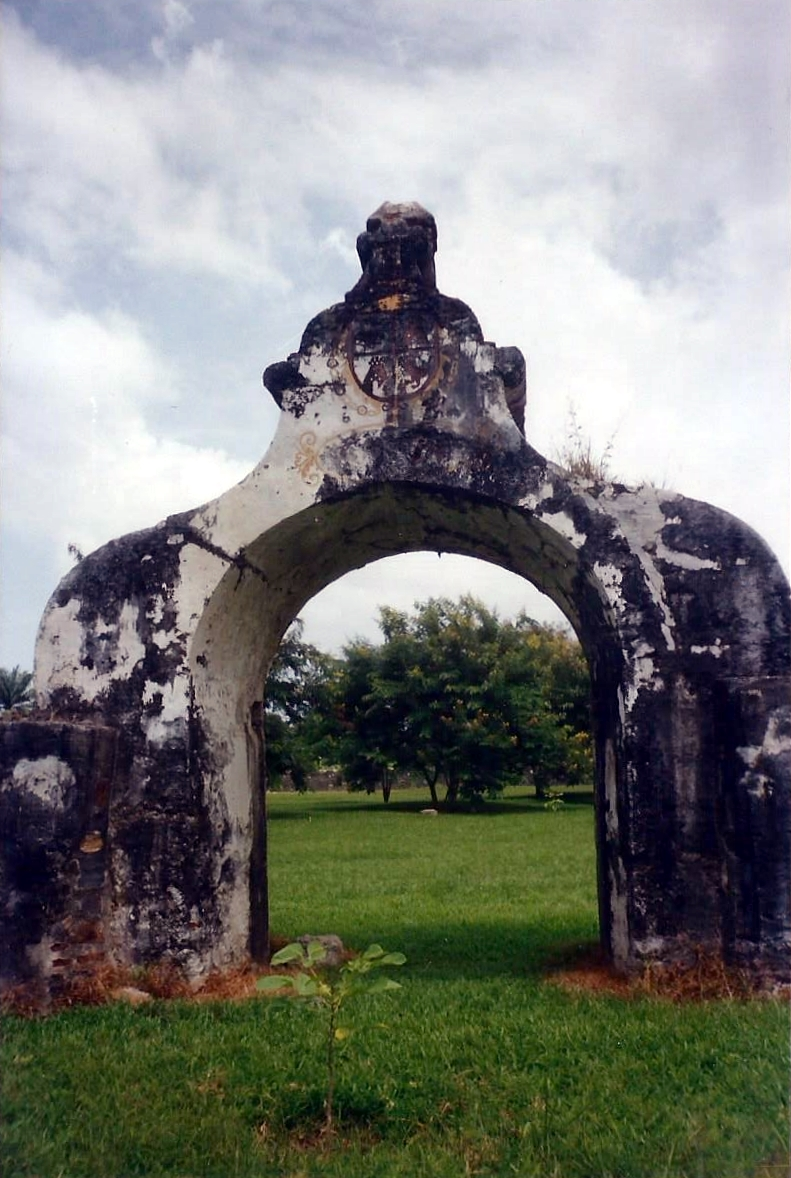
La entrada del complejo ha estado en pie a pesar de las batallas que se libraron dentro.

Fue establecido como punto de defensa y luego como guarnición temporal para proteger los pertrechos, las tropas, y los obreros en los comienzos de la construcción de la Fortaleza, además de tener una capilla y cuarteles en su interior, pero mientras se construía la Fortaleza esta funciono como fuerte de la villa. Anterior en fecha y rodeando a El Real, aunque ya no visible sobre la superficie del terreno, había una empalizada de madera que databa probablemente del año 1752, el mismo año en que se inició la construcción del recinto. Su estructura formaba un rectángulo con baluartes en las esquinas donde se podía poner los cañones para la defensa del mismo en caso de ataques piratas que frecuentaron constantemente durante todo el siglo XVIII. La estructura contaba con dos cañones y con edificaciones hechas de adobe dentro del mismo donde se alojaban los solados, trabajadores, y municiones en forma de casas de un solo piso. Al servir como fortaleza del pueblo de Omoa hizo que a la par que se construía el fuerte, este sería modificado para servir una mejor protección contra piratas.   
Al finalizar la construcción del fuerte de San Fernando, el recinto siguió siendo usado como el muelle principal del pueblo de Omoa y zona donde desembarcarían nuevas tropas. Sin embargo, tras atacada la fortaleza por piratas Franceses fue dañada parte de su estructura. Pero, aun cuando la amenaza de piratería había cesado llega la Guerra con Guatemala a mediados del siglo XIX, la cual daño severamente el recinto, siendo saqueado y destruyendo unas cantas de sus estructuras donde se guardaban las municiones. Y nuevamente, después de haber servido este propósito como oficina central de gobierno local, el fuerte  de Omoa fue utilizado como una prisión por las autoridades, y eventualmente fue abandonado por un buen tiempo. Tras el abandono absoluto  hizo que el recinto quedara de igual manera abandonado retirando todas la municiones y armas guardadas en el, deteriorándose bastante con el paso de las décadas. hasta que fue rescatado como proyecto de convertir la zona en lugar turístico.

## Actualidad
El recinto ha perdido buena parte de sus estructuras internas, sin embargo, aun sus paredes exteriores son visibles y su entrada es visible desde lejos. Fue utilizado como cementerio para las tropas y prisioneros fallecidos durante algún combate o ejecución. Aun puede ser visitado por los turistas, sin embargo acompañados de un guía debido a que ha habido visitantes que han dañado las paredes y tumbas encontradas ahí. El mantenimiento es complicado pues donde está situado crece bastante el monte.